# 楼护
樓護（?—?），字君卿，齊地（治所在今山東省淄博市臨淄區）人，西汉游俠，其年少時隨父親於長安行醫，研讀過醫經、《本草經》、方術類的書籍，日後又學習儒家經傳，做過京兆尹的官吏。他身材矮小，善於言詞辯論，和漢成帝五位受封為侯的母舅王譚、王根、王立、王商、王逢時交好，與王氏五侯關係親密又深獲他們的信任，士大夫們對其競相結交，樓護母親的逝世時，送葬的車子高達二、三千輛。
在平阿侯王譚的推薦下，樓護舉方正為諫大夫，又先後擔任天水郡、廣漢郡太守，樓護在廣漢郡任官期間因捕獲逃匿的呂寬，而被王莽封為息鄉侯，擔任前煇光，位列九卿，後來因故免官。王莽篡位稱帝後，召見樓護並賜給他樓舊里附城的爵位，樓護死後，爵位由其子繼承。

## 生平

### 棄醫為吏
樓護的先祖世代為醫，其父繼承祖傳的家業，樓護年輕時便隨著父親在长安四處行醫，出入於顯貴的皇親國戚家中，樓護誦讀過醫經、《本草經》、和有關方術方面的典籍數十萬言，尊長們都喜愛、看重他，皆對其說：「憑君卿這樣的才幹，為什麼不去學習六艺等做官的學問呢？」樓護因此辭別父親，學習儒家經、傳，在京兆尹麾下擔任屬吏多年，獲得良好的聲譽。

### 結交五侯
當時外戚王氏的權勢正盛，賓客滿門，王氏五個同時封侯的兄弟爭名奪利，他們的賓客各有所交厚的主人，不能腳踏兩條船，只有樓護能進入王氏各家作客，並得到各家的歡心。樓護交結士大夫，士大夫們都傾心與他交往，尤其是年高有德之人，皆對他敬愛和尊重，所以眾人都佩服他。樓護身材短小、精於辯論，論議往往根據名節，聽他議論的人都肅然起敬，他與永（字子雲）都是王氏五侯家的常客，長安人稱讚他們：「谷子雲的筆札，樓君卿的脣舌。」說的是兩人深受五侯兄弟的信任與重用。樓護的母親死後，前來替其送行的車子多達二、三千輛，民間為此歌唱這件事道：「五侯治喪樓君卿」。
過了很長一段時間，平阿侯王谭，舉薦樓護為賢良方正，擔任諫大夫，奉命出使各郡國。樓護就藉由借貸，帶著許多財禮束帛上路，途經齊地時，向皇帝上書，請求替先祖上墳，並趁機會見同族親屬與老朋友，各按親疏分別贈予束帛，一日就花費了百金的財物。出使回京，奏報執行情況符合皇帝的心意，被提拔為天水郡太守，幾年後被免官，回到長安居住。這時成都侯王商正擔任大司马卫将军，某次退朝時，要去探問樓護，王商的主簿勸他說：「將軍身分極為尊貴，不適合進入閭巷民家。」王商不肯聽從，依舊前往樓護家。樓護家的房屋窄小，官屬站立在車下，停留了許久，直到天空將要下雨，主簿對公府屬吏們說：「你們不肯勸阻，現在反倒要在下雨天站立在閭巷裡。」王商返家後，有人向他稟告主薄說的話，王商因此懷恨在心，之後便利用職務上的其他差錯，藉故將主簿免官，永不敘用。

### 王莽時代
後來樓護又因舉薦做了廣漢郡太守，元始年間，王莽為安漢公，獨掌大權，王莽的長子王宇和內兄呂寬商議，用鮮血塗抹王莽的公館大門，想讓王莽因害怕而歸還權柄，事情被發現後，王莽大怒，殺了王宇，呂寬則被迫逃亡，呂寬的父親平素與樓護熟識，呂寬逃至廣漢郡並拜訪樓護，卻沒有把具體事實告訴他。呂寬到達幾天後，通緝呂寬的詔書到了，樓護於是拘捕呂寬，王莽非常欣喜，徵召樓護進京擔任前煇光（汉平帝元始四年，原京兆尹分拆為前輝光、後承烈二郡），封其為息鄉侯，地位列於九卿。
王莽攝行天子職權以後，槐里县的大賊趙朋、霍鸿等群起反抗，進入前輝光的地界，樓護因此獲罪被罷官為平民。在他任職時，所有俸祿以及別人贈送的財物一到手就花光了。退居民間後，這時王氏五侯兄弟都已離世，樓護年紀也大了，失去往日的權勢，家中賓客日漸稀少。等到王莽篡奪汉朝政權，建立新朝後，因舊日的恩情召見樓護，封給他樓舊里附城的爵位。這時成都侯王商的兒子王邑擔任大司空，位尊權重，王商的老朋友皆恭敬地侍奉王邑，只有樓護安於自己原來的身分，王邑也像對待父輩一樣侍奉他，禮節上不敢有所缺失。有時請召賓客，王邑自己坐在樓護的下首，舉杯敬酒，口稱「賤子祝壽。」賓客在座的上百人，都離開席位俯伏在地，只有樓護面朝東端正地坐著，用王邑的表字稱呼道：「公子尊貴，怎麼能這樣」。

### 奉養呂公
當初，樓護有個老朋友呂公，呂公沒有兒子，依靠樓護養老，樓護自身與呂公、妻子與呂公夫人一起用餐。等到樓護免官歸家，妻子和兒子都很討厭呂公，樓護得知後，留著眼淚責備妻、子說：「呂公因為與我是舊交，現在貧困年老，來投靠我，理當奉養。」最終供養呂公終身。樓護去世後，爵位由他的兒子繼承。

## 延伸閱讀
[在维基数据编辑]
 《漢書·卷092》，出自班固《漢書》